# Jules Pillevestre
Jules Pillevestre (de son vrai nom Pillevesse), né à Belleville le 11 novembre 1837, décédé à Montrouge le 27 juin 1903, est un compositeur et chef d'orchestre français.

## Biographie
Fils de François Pillevesse et de Marguerite Bérard, Jules-François Pillevesse commence ses études musicales au Conservatoire de Paris où il obtient plusieurs récompenses en solfège (1852), harmonie (1856, dans la classe de Napoléon Henri Reber, violoncelle (1856), contrepoint et fugue (1857, dans la classe de Michele Enrico Carafa). En 1858, il se présente au Concours de Rome avec la cantate Jephté. Il reçoit une mention honorable, derrière Samuel David et Edmond Chérouvrier.
Jules Pillevestre fait une carrière de chef d’orchestre à Paris, notamment au Théâtre du Vaudeville. Il écrit sous le nom de Pillevestre des œuvres instrumentales et de la musique militaire. On lui connaît cependant une opérette en un acte, Robinson Crusoé, qui fut représentée en 1866 aux Fantaisies-Parisiennes. 
Parmi sa production, on peut retenir Piccolinette, fantaisie-polka pour deux flûtes piccolo et piano, rééditée en 2003 chez Billaudot (révision des parties de flûtes par Jean-Louis Beaumadier), un Duo pour deux clarinettes ainsi que d'autres morceaux pour vents édités principalement chez Evette et Schaeffer : L'Heure du berger (hautbois), A qui mieux mieux (2 cornets), A l'ombre (hautbois, clarinette, flûte), Anches rebelles (clarinette), Daphnis et Chloé (hautbois et flûte) et Idylle bretonne (2 hautbois). La bibliothèque de la Garde républicaine de Paris conserve également quelques pièces de Jules Pillevestre. Il a également réalisé un arrangement pour orchestre d'harmonie de l'opérette Le Baron tzigane (Der Zigeunerbaron) de Johann Strauss II.
Jules Pillevestre meurt le 27 juin 1903 à Montrouge (Hauts-de-Seine).
Célibataire, il est inhumé au cimetière Montmartre, (10e division), avec ses parents, sa sœur, la compositrice et professeur de musique Suzanne Pillevesse, (1835-1895), et son époux Étienne-Adolphe Chailloux, (1823-1887), la fille d'une autre sœur, Marguerite Pillevesse, mariée au professeur de piano Gustave-Charles-Henry Juvin, (1834-1877), soit : Fernande-Élisabeth Juvin, (1873-1895).
La tombe est en 2e ligne à partir du mur d’enceinte, côté Est de la division, devant la chapelle orientée Ouest « Famille A. Theuvez ».